# Nuoto ai XVIII Giochi dei piccoli stati d'Europa
Le competizioni di nuoto ai XVII Giochi dei piccoli stati d'Europa si sono svolte dal 28 al 30 maggio 2019.

## Podi

### Maschile
| Evento              | Oro                                       | Argento            | Bronzo                 |
| 50m stile libero    | Omiros Zagkas Julien Henx                 | Non assegnato      | Dadó Fenrir Jasminuson |
| 100 m stile libero  | Julien Henx                               | Harry Stacey       | Pit Brandenburger      |
| 200 m stile libero  | Pit Brandenburger                         | Patrick Vetsch     | Þröstur Bjarnason      |
| 400 m stile libero  | Pit Brandenburger                         | Adib Khalil        | Jacques Schmitz        |
| 1500 m stile libero | Pit Brandenburger                         | Adib Khalil        | Loris Bianchi          |
| 50m dorso           | Kolbeinn Hrafnkelsson Raphaël Stacchiotti | Non assegnato      | Kristinn Þórarinsson   |
| 50 m rana           | Anton Sveinn McKee                        | Omiros Zagkas      | Christoph Meier        |
| 100 m rana          | Anton Sveinn McKee                        | Christoph Meier    | Marcus Sainton         |
| 200 m rana          | Anton Sveinn McKee                        | Christoph Meier    | Marcus Sainton         |
| 100 m dorso         | Raphaël Stacchiotti                       | Filippos Iakovidis | Kristinn Þórarinsson   |
| 200 m dorso         | Raphaël Stacchiotti                       | Rémi Fabiani       | Romain Vanmoen         |
| 50 m farfalla       | Julien Henx                               | Andrew Chetcuti    | Bernat Lomero          |
| 100 m farfalla      | Raphaël Stacchiotti                       | Julien Henx        | Mikhail Umnov          |
| 200 m farfalla      | Christoph Meier                           | Christoph Meier    | Thomas Tsiopanis       |
| 200 m misti         | Raphaël Stacchiotti                       | Christoph Meier    | Joao Carneiro          |
| 4x100m stile libero | Lussemburgo                               | Malta              | Islanda                |
| 4x200m stile libero | Lussemburgo                               | Malta              | Islanda                |
| 4x100m misti        | Islanda                                   | Lussemburgo        | Cipro                  |

### Femminile
| Evento              | Oro                     | Argento                   | Bronzo                         |
| 50 m stile libero   | Anton Sveinn McKee      | Kalia Antoniou            | Jóhanna Elín Guðmundsdóttir    |
| 100 m stile libero  | Cassandra Petit         | Kalia Antoniou            | Pauline Viste                  |
| 200 m stile libero  | Julia Hassler           | Monique Olivier           | Cassandra Petit                |
| 400 m stile libero  | Julia Hassler           | Monique Olivier           | Lisa Pou                       |
| 800 m stile libero  | Julia Hassler           | Arianna Valloni           | Lisa Pou                       |
| 50 m dorso          | Eygló Ósk Gústafsdóttir | Sarah Rolko               | Mónica Ramírez                 |
| 100 m dorso         | Eygló Ósk Gústafsdóttir | Sarah Rolko               | Mónica Ramírez                 |
| 200 m dorso         | Eygló Ósk Gústafsdóttir | Sarah Rolko               | Lisa Pou                       |
| 50 m rana           | Cassandra Petit         | Alexandra McGonigle       | Nàdia Tudó                     |
| 100 m rana          | Nàdia Tudó              | Karen Mist Arngeirsdóttir | Sunna Svanlaug Vilhjálmsdóttir |
| 200 m rana          | Isabella Ioannou        | Karen Mist Arngeirsdóttir | Nàdia Tudó                     |
| 50 m farfalla       | Cassandra Petit         | Alexandra Schegoleva      | Jóhanna Elín Guðmundsdóttir    |
| 100 m farfalla      | Julia Hassler           | Lena Peters               | Cassandra Petit                |
| 200 m farfalla      | Julia Hassler           | Monique Olivier           | Lena Peters                    |
| 200 m misti         | Cassandra Petit         | Alexandra Schegoleva      | Mya Azzopardi                  |
| 400 m misti         | Julia Hassler           | Lisa Pou                  | María Fanney Kristjánsdóttir   |
| 4x100m stile libero | Monaco                  | Cipro                     | Malta                          |
| 4x200m stile libero | Lussemburgo             | Monaco                    | Malta                          |
| 4x100m misti        | Islanda                 | Cipro                     | Lussemburgo                    |